# Тод
Тод (англ. tod) — старинная английская единица измерения массы шерсти. Известна с XII  века. Применялась в Англии и Шотландии, в настоящее время в быту не используется. Приблизительно равна 28 торговым фунтам (13 килограммам).
На среднеанглийском — todd, todde. Само название, возможно, происходит от древневерхненемецкого zotta — пучок волос. Слово «tod» в английском языке также обозначает моток шерсти (малоупотребительно).